# Austrolimnophila unica
Austrolimnophila unica är en tvåvingeart som först beskrevs av Osten Sacken 1869.  Austrolimnophila unica ingår i släktet Austrolimnophila och familjen småharkrankar. Arten är reproducerande i Sverige. Inga underarter finns listade i Catalogue of Life.